# Henry Jean-Marie Levet
Pour les articles homonymes, voir Levet.
Henri Jean Marie Étienne Levet dit Henry J.-M. Levey est un poète français, né à Montbrison (Loire) le 13 janvier 1874 et mort à Menton (Alpes-Maritimes) le 15 décembre 1906. 

## Biographie
Henri est le petit-fils de Nicolas Levet et le fils de Georges Levet, deux hommes politiques français ; sa mère est née Anne Marie Julie Pauline Lavigne.
Poète, chroniqueur au Courrier français (1895-1896) puis à La Plume, il obtient par l'intermédiaire de son père une mission en Inde (1897). Il devient ensuite diplomate, ayant choisi cette carrière par goût du voyage. Elle le conduit aux Philippines (secrétaire-archiviste à Manille en 1902), puis aux Canaries (chargé de la Chancellerie de Las Palmas en 1906). Il meurt de phtisie à Menton à l'âge de 33 ans.
Il aurait écrit un unique roman nommé l'Express de Bénarès, qui est perdu aujourd'hui.
Ses parents ont méthodiquement brûlé tous ses manuscrits et lettres.
L'écrivain Frédéric Vitoux lui rend hommage dans un livre du même nom, L'Express de Bénarès, Fayard, 2018.

## Cartes postales
La part la plus appréciée de son œuvre, qu'il signe Henry J.-M. Levey, consiste en dix poèmes, les Cartes postales, parues en revue entre 1900 et 1902 et rééditées après la mort de l'auteur par Valery Larbaud et Léon-Paul Fargue à La Maison des amis des livres en 1921. Elles eurent une grande influence sur Larbaud et sur tout un courant de poètes du voyage.
- Sonnets torrides : Les Voyages (Triptyque)
  - I. Outwards
  - II. British India
  - III. Homewards
- Possession Française
- Afrique Occidentale
- Algérie — Biskra
- République Argentine — La Plata
- Égypte — Port-Saïd — En Rade
- Côte d’Azur — Nice
- Japon — Nagasaki

La Plata a été chanté par Julien Clerc.

## Bibliographie

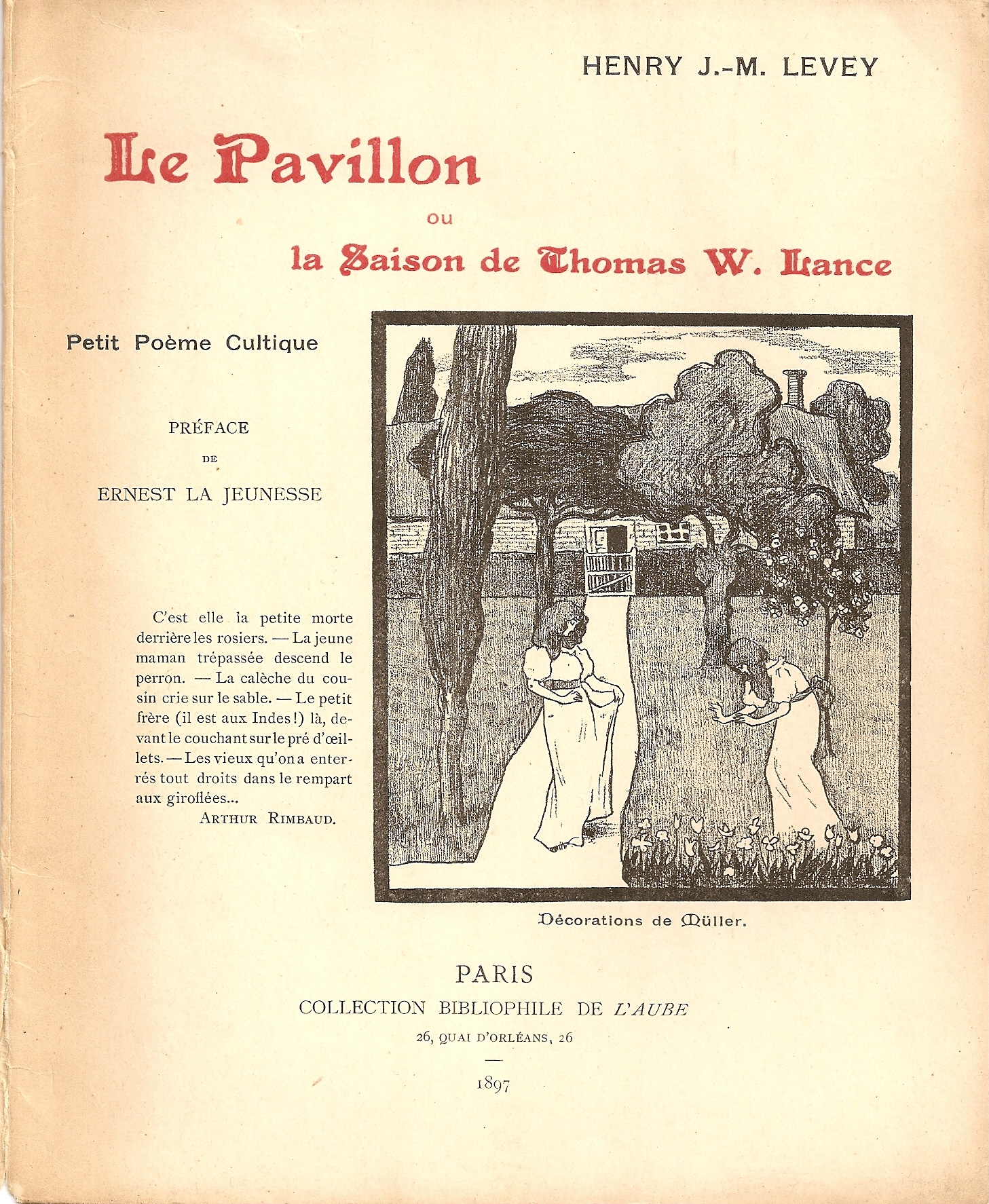
Le Pavillon, illustré par Müller en 1897.